# Claudia L. Gordon
Claudia L. Gordon es la primera abogada sorda afroestadounidense en los Estados Unidos. Actualmente trabaja en la Oficina de Programas de Cumplimiento de Contratos Federales del Departamento de Trabajo de los Estados Unidos. Anteriormente, ocupó un puesto en la Oficina de Participación Pública de la Casa Blanca como asesora de participación pública en la comunidad de personas discapacitadas durante menos de un año.
También es la primera persona sorda que trabaja en la Casa Blanca en calidad de detallista. En una entrevista, señaló que había una persona interina que era sorda trabajando en la Casa Blanca antes que ella, y que actualmente hay otras personas sordas que trabajan en puestos menos prestigiosos en la Casa Blanca.

## Biografía
Claudia L. Gordon nació en Jamaica. Después de tener dolores agudos en los oídos, su tía, que la cuidaba en ese momento, la llevó a una clínica pequeña, ya que no había hospitales[cita requerida] Estaba sorda a los ocho años. No creía que estaba sorda porque había estado leyendo los labios de la gente y pensó que estaba escuchando su voz. Se enfrentó a la discriminación en Jamaica porque era sorda. Cuando tenía 11 años, se mudó a los Estados Unidos y se inscribió en la Escuela Lexington para Sordos en Nueva York.  Estaba feliz de mudarse allí porque no estaba recibiendo ninguna educación en Jamaica.[cita requerida]

## Educación y carrera
Gordon se graduó de la Universidad de Howard en 1995 con una licenciatura en ciencias políticas.  En Howard, fue miembro de Patricia Robert Harris Public Affairs, miembro de la Golden Keys National Honor Society y miembro de la Political Science Honor Society.[cita requerida]
Recibió la Beca Skadden para graduados de derecho que trabajan con personas discapacitadas. Esto le pagó a ella para que trabajara en el Centro de defensa y defensa de la Asociación Nacional de Sordos. L o que le permitió proporcionar "representación directa y defensa para las personas sordas pobres con un énfasis particular en la divulgación a aquellos que son miembros de grupos minoritarios".  Luego, se convirtió en asesora del Consejo Nacional de Discapacidad y se unió al Departamento de Seguridad Nacional.  En Homeland Security, fue la asesora principal de políticas del Departamento de Seguridad Nacional, la Oficina de Derechos Civiles y Libertades Civiles.[cita requerida]

## Abogacía
Claudia Gordon ha estado activa tanto en la comunidad de sordos negros como en la comunidad de discapacitados. Fue vicepresidenta de los Defensores Nacionales de Sordos Negros. También está asociada con la Coalición Nacional para los Derechos de los Discapacitados.[cita requerida]

## Premios
En 2004, fue nombrada secretaria de la Junta Directiva de Lexington. 
- Premio de liderazgo Paul G. Hearne de la Asociación Americana de Personas con Discapacidad - 2003